# Burg Gülzow
Von der Burg Gülzow zeugt ein restaurierter Bergfried oberhalb des pommerschen Golczewo (Gülzow) in der polnischen Woiwodschaft Westpommern. 

## Bauwerk
Die Burg war ursprünglich eine Wasserburg. Der restaurierte Bergfried ist 20 m hoch und wechselt in 10 m Höhe von einem quadratischen zu einem runden Grundriss. Die Mauern des Bergfrieds haben bei einem Durchmesser von 9 m und eine Wandstärke von 2 m. Der Einstieg zum Turm befindet sich auf 7,5 m Höhe.

## Geschichte
Im 13. Jahrhundert wurde eine erste Burg gebaut. Bis 1304 gehörte sie den Rittern Ekhard und Wulfekin Smelling. 1304 wurde die Burg Besitz des Bischofs von Cammin, Heinrich Wachholzen. Im 14. Jahrhundert waren die nächsten Besitzer die Flemming, die die Burg 1406 an Herzog Bogislaw VIII. von Pommern verkauften. Bis 1416 führten die Flemming einen Kleinkrieg mit dem Bischof von Cammin. Der Streit und der Prozess um die Burg beschäftigten sogar das Konstanzer Konzil und wurden trotz persönlicher Intervention von Kaiser Sigismund nicht beigelegt. Erst 1436 übernahm das Bistum wieder die Burg. Ab 1534 gehörte sie wieder den pommerschen Herzögen. Im Jahr 1684 wurde die Burg noch genutzt, danach wurde sie aufgegeben und verfiel. Von der Burg blieben nach späteren Abrissen bis 1812 nur der Turm und kleine Fragmente der Umfassungsmauern erhalten.

## Nachweise
1. ↑  Friedrich-Wilhelm Krahe: Burgen des deutschen Mittelalters: Grundriss-Lexikon. Weidlich/Flechsig, 1994, S. 234.
2. ↑  Golczewo – zamek. Abgerufen am 3. September 2021 (polnisch).